# Signo de Romaña
El signo de Romaña o signo de Romaña-Mazza es un término médico usado para describir la inflamación de la mucosa ocular periorbital unilateral e indolora asociado con la etapa aguda de la enfermedad de Chagas. No debe ser confundido con un chagoma.

## Presentación
Se debe a la inflamación conjuntival ocular unilateral, indoloro, después de ser contaminada con las heces del vector que contienen al parásito Trypanosoma cruzi. Ocurre dentro de 1 o 2 semanas después de la infección. Otras de las manifestaciones clínicas son la presencia del síndrome febril, hepatomegalia, miocarditis, edema y el chagoma de inoculación presente cuando la afección ocurre en la piel. A pesar de ser un signo de la enfermedad de Chagas, no todos los pacientes con la forma aguda desarrollan el signo de Romaña.
Cuando un paciente presenta el signo de Romaña, este tendrá un nódulo inflamatorio subcutáneo o un edema palpebral unilateral no purulento y conjuntivitis con linfadenopatia regional ipsilateral.

## Epónimo
Su nombre se debe al investigador argentino Cecilio Romaña, quien fue el primero en describir este fenómeno.